# Kanaillen
Kanaillen, auch unter dem Titel Kanaillen – drei Ganoven in Berlin bekannt, ist ein deutsches Heist-Movie, das auf Initiative des ehemaligen Bankräubers Erich Hübner 1957/58 unter der Regie von Leo de Laforgue hergestellt wurde.

## Inhalt
Ein entlassener Zuchthäusler – dargestellt von Erich Hübner selbst – wird von seinem Komplizen überredet, durch einen Heizungskeller in eine Bank einzudringen und dort den Geldschrank aufzubrechen. Im Verlauf kommt es zu einer Verfolgungsjagd mit der Polizei. Reichhaltig eingestreute Berlin-Aufnahmen aus dem Archiv Leo de Laforgues bringen den Film auf abendfüllende Länge.

## Hintergrund
Der bis 1934 als „bekannter Berliner Geldschrankknacker“ aktive Erich Hübner erfüllte sich mit Kanaillen den Wunsch, einen authentischen Kriminalfilm zu inszenieren. Mithilfe seines Freundes Georgi Giondow, Generalvertreter eines deutschen Chemie-Konzerns für die Ostblockländer, kamen ausreichend Geldmittel zusammen, um den Kulturfilmer Leo de Laforgue zu gewinnen und das Projekt zu realisieren.
Die Kelleraufnahmen für den hauptsächlich mit Laien besetzten Film fanden in einem Abbruchhaus statt, Innenaufnahmen teilweise in de Laforgues Wohnung. Als Außenansicht der Bank nutzte das Filmteam die Zentrale der Berliner Bank nahe dem Bahnhof Zoo.
Die Veröffentlichung des Films gestaltete sich schwierig, da die Vorstellungen von Filmeinkäufern und Produktionsteam zu weit auseinanderlagen. Schließlich fand die Uraufführung am 7. November 1958 im Aachener Kino Camera statt.

## Strafantrag gegenDer Spiegel
De Laforgue, gewohnt seine Filme in Personalunion zu realisieren, wurde in einer Rezension vom Nachrichtenmagazin Der Spiegel „aber nur als Kameramann eine diskutable Leistung“ zugebilligt. Im Übrigen nannte der Rezensent Kanaillen „die ungeschickteste und schwachsinnigste Kinodarbietung des Jahrzehnts“. De Laforgue bezeichnete diese Filmkritik als geschäftsschädigend und forderte Schadenersatz von 1 Million DM. Die Staatsanwaltschaft Hamburg wies de Laforgues Strafantrag ab und bezeichnete die Formulierung im Rahmen einer Filmkritik als zulässig.